# Chen Yanyan
Chen Yanyan (en chino tradicional, 陳燕燕; Wade-Giles, ''Ch'en Yen-yen''; 12 de enero de 1916 – 7 de mayo de 1999), nacida como Chen Jianyan, fue una actriz y productora de cine china del cine de la República de China (1912–1949), Hong Kong británico y Taiwán.

## Vida
Chen nació como Chen Jianyan en Ningbo, China, en 1916. De niña estaba obsesionada con el cine. A los 14 años visitó el set de "Spring Dream in the Old Capital (故都春梦)", que la Lianhua Film Company estaba grabando en Pekín. Volvía todos los días después de asistir a la Sacred Heart Girls School y entabló conversación con Cai Chusheng, que en breve dirigiría sus propias películas. El director Sun Yu le dio la oportunidad de aparecer en la película como prueba de cámara. Su aparición no fue incluida en la película porque la habían elegido como prostituta y parecía demasiado joven para que eso fuera aceptable. Sin embargo, el éxito de la película hizo que le ofrecieran un trabajo, pero le costó mucho convencer a su padre. La productora envió a una de sus actrices, Lim Cho Cho, conocida por su integridad. Su padre se dejó convencer, pero insistió en que nunca hablara de su trabajo en casa y que no utilizara el nombre de la familia.
Chen se marchó a Shanghái con su madre como carabina y en tres años era una estrella reconocida conocida como "The Swallow" con un atractivo especial para los estudiantes universitarios. Chen tenía muy buen acento mandarín, lo que le resultó útil al aparecer en películas chinas en la década de 1930.
En 1932 protagonizó su primera película "Nanguo zhi Chun" 南国之春 (Springtime in the South). También coprotagonizó la película Three Modern Women, que narraba la historia de tres mujeres arquetípicas que compiten por el amor del héroe. La historia fue bien recibida, sobre todo por su enfoque izquierdista.

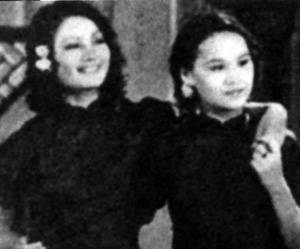
Li Lili y Chen Yanyan en "The Great Road"

Se cree que la película de 1934 "The Great Road" la convirtió en estrella al interpretar a Dingxiang (Orchid). Su rostro es el último que aparece en pantalla. Esta película también convirtió en estrella a Li Lili y ellas dos, junto con Ruan Lingyu y Wang Renmei, fueron las estrellas femeninas de la compañía cinematográfica Lianhua.
En 1937 comenzó la guerra en Shanghái y pronto se casó con Huang Shaofen, un director de fotografía al que conocía desde hacía algunos años. Tuvieron una hija, Wong Tin-lai (王天丽), pero acabaron divorciándose. Se quedó en Shanghái y trabajó para Xinhua Film Company, donde volvió a convertirse en una estrella taquillera en sus películas.

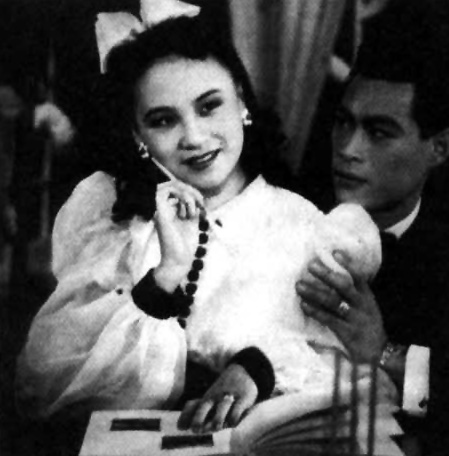
Chen Yanyan en 'Wedding Night' de 1942 con Liu Qiong

En 1949 se trasladó y cofundó su propia empresa Haiyan Film Studio en Hong Kong con su segundo esposo, Wang Hao 王豪. La empresa rodó dos películas y terminó al mismo tiempo que el matrimonio.
Chen produjo ella misma dos películas, "Love Fiesta", en 1957, y "Shark of the Pacific", en 1961. En 1961 ganó el premio a la mejor actriz de reparto en el Asian Film Festival por su aparición en la película de 1961 "Misfortune". En 1963 se incorporó al estudio Shaw Brothers, con sede en Hong Kong, y obtuvo más nominaciones a premios por su interpretación.
Chen se retiró del cine en 1972, pero siguió actuando en televisión. En 1991 apareció como ella misma en "Center Stage", una película sobre la corta vida de su compañera Ruan Lingyu.
Chen murió en 1999.

## Filmografía

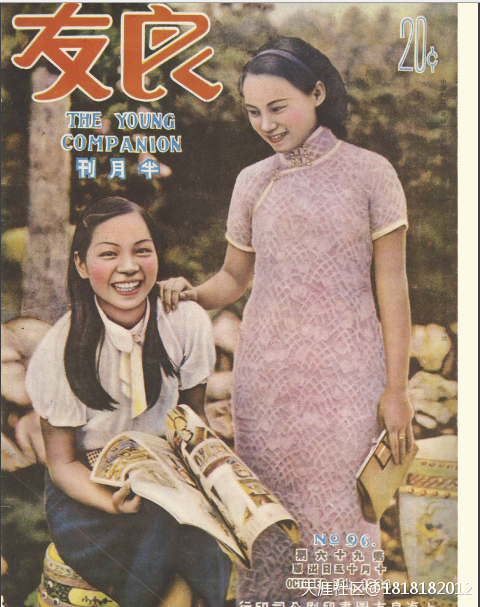
Portada de The Young Companion (octubre de 1934) con Chen Yanyan (de pie) y Wang Renmei.

### Cine
| Año  | Título en inglés                     | Título original | Papel                 | Notas                                                |
| ---- | ------------------------------------ | --------------- | --------------------- | ---------------------------------------------------- |
| 1930 | Dream of the Ancient Capital         | 故都春夢        |                       | Perdida                                              |
| 1930 | Suicide Contract                     | 自殺合同        |                       | Perdida                                              |
| 1931 | Love and Duty                        | 戀愛與義務      | Ping'er               |                                                      |
| 1931 | A Spray of Plum Blossoms             | 一剪梅          | A Qiao (Lucetta)      |                                                      |
| 1931 | Two Stars in the Milky Way           | 銀漢雙星        |                       |                                                      |
| 1932 | Story of the South                   | 南國之春        | Li Xiaohong           |                                                      |
| 1932 | Conscienceless                       | 人道            |                       | Perdida                                              |
| 1932 | Answering the Nation's Call          | 共赴國難        |                       | Perdida?                                             |
| 1932 | Another Dream of the Ancient Capital | 續故都春夢      |                       | Perdida                                              |
| 1932 | Struggling                           | 奮鬥            |                       |                                                      |
| 1933 | Three Modern Women                   | 三個摩登女性    | Chen Ruoying          | Perdida                                              |
| 1933 | New Year's Eve                       | 除夕            |                       | Perdida                                              |
| 1933 | The Light of Maternal Instinct       | 母性之光        | Shao Mei              |                                                      |
| 1934 | Pear Flowers in Rainstorm            | 暴雨梨花        |                       | Perdida                                              |
| 1934 | The Iron Bird                        | 鐵鳥            |                       | Perdida                                              |
| 1934 | The Kindred Feelings                 | 骨肉之恩        |                       | Perdida                                              |
| 1934 | The Big Road                         | 大路            | Ding Xiang            |                                                      |
| 1935 | The Evil Beauty                      | 蛇蠍美人        |                       | Perdida                                              |
| 1935 | Song of China                        | 天倫            |                       |                                                      |
| 1935 | A Fallen Goose by the Cold River     | 寒江落雁        |                       |                                                      |
| 1936 | A Heroic Girl                        | 孤城烈女        | Chen Yiyi             |                                                      |
| 1937 | Lianhua Symphony                     | 聯華交響曲      |                       | Segmento 2: "Nightmare in Spring Chamber" (春閨斷夢) |
| 1937 | Spring Comes Everywhere              | 春到人間        |                       |                                                      |
| 1937 | Song of a Kind Mother                | 慈母曲          |                       |                                                      |
| 1937 | The Free World                       | 自由天地        |                       |                                                      |
| 1937 | New and Old Times                    | 新舊時代        |                       |                                                      |
| 1937 | Vistas of Art                        | 藝海風光        |                       | Parte 2: "Drama Troupe" (話劇團)                     |
| 1938 | A Beggar Girl                        | 乞丐千金        |                       |                                                      |
| 1938 | Thunderstorm                         | 雷雨            |                       |                                                      |
| 1938 | Four Concubines                      | 四潘金蓮        |                       |                                                      |
| 1939 | A Legendary Pipa                     | 琵琶記          |                       |                                                      |
| 1939 | Regrets of Life and Death            | 生死恨          |                       |                                                      |
| 1939 | The White Snake                      | 白蛇傳          |                       |                                                      |
| 1940 | Legend of Sui Dynasty                | 隋宮春色        |                       |                                                      |
| 1940 | The Flower Girl                      | 花魁女          |                       |                                                      |
| 1940 | Du Shiniang                          | 杜十娘          |                       |                                                      |
| 1940 | A Ghost                              | 女鬼            |                       |                                                      |
| 1941 | Bloody Tears Behind the Iron Window  | 鐵窗紅淚        |                       |                                                      |
| 1941 | Family                               | 家              |                       |                                                      |
| 1942 | Wedding Night                        | 洞房花燭夜      |                       |                                                      |
| 1942 | Standard Lady                        | 標準夫人        |                       |                                                      |
| 1942 | Madame Butterfly                     | 蝴蝶夫人        |                       |                                                      |
| 1942 | Compassion                           | 博愛            |                       |                                                      |
| 1942 | Youth Passes in Vain                 | 芳華虛度        |                       |                                                      |
| 1943 | Tide of Passion                      | 情潮            |                       |                                                      |
| 1943 | Distant Longing                      | 兩地相思        |                       |                                                      |
| 1947 | Wedding Candles                      | 龍鳳花燭        |                       |                                                      |
| 1947 | Unending Love                        | 不了情          | Yu Jiayin             |                                                      |
| 1948 | Destruction                          | 天魔劫          |                       |                                                      |
| 1948 | Elusive                              | 神出鬼沒        |                       |                                                      |
| 1949 | A Lingering Dream                    | 巫山夢迴        |                       |                                                      |
| 1953 | Love Song                            | 戀歌            | Ge Ping               | también productora                                   |
| 1953 | The Magic World of Filmdom           | 銀海千秋        |                       |                                                      |
| 1954 | The Beautiful Ghost of the Sea       | 海角芳魂        | He Yichun             | también productora                                   |
| 1956 | The Long Lane                        | 長巷            |                       |                                                      |
| 1957 | Teenagers Folly                      | 錦繡前程        | Zhang Jiazhen         |                                                      |
| 1957 | Love Fiesta                          | 春色無邊        |                       | productora                                           |
| 1960 | Nobody's Child                       | 苦兒流浪記      |                       |                                                      |
| 1960 | The Iron Hoof of Oppression          | 鐵蹄下          |                       |                                                      |
| 1960 | Reunion                              | 音容劫          |                       |                                                      |
| 1961 | Shark of the Pacific                 | 大平洋之鯊      |                       | coproductora                                         |
| 1962 | 14000 Witnesses                      | 一萬四千個證人  |                       | coproductora                                         |
| 1963 | The Love Eterne                      | 梁山伯與祝英台  | madre de Zhu Yingtai  |                                                      |
| 1963 | Bitter Sweet                         | 為誰辛苦為誰忙  |                       |                                                      |
| 1963 | The Lady and the Thief               | 女人與小偷      |                       |                                                      |
| 1963 | Three Sinners                        | 閰惜姣          |                       |                                                      |
| 1964 | Between Tears and Smiles             | 新啼笑姻緣      |                       |                                                      |
| 1964 | Lady General Hua Mu-lan              | 花木蘭          | madre de Hua Mu-lan   |                                                      |
| 1964 | The Crimson Palm                     | 血手印          |                       |                                                      |
| 1965 | The Butterfly Chalice                | 蝴蝶盃          |                       |                                                      |
| 1965 | Son of Good Earth                    | 大地兒女        | esposa de Tian Degui  |                                                      |
| 1965 | The Grand Substitution               | 萬古流芳        | esposa de Cheng Ying  |                                                      |
| 1965 | The Lotus Lamp                       | 寶蓮燈          |                       |                                                      |
| 1965 | The West Chamber                     | 西廂記          | madre de Cui Yingying |                                                      |
| 1966 | The Blue and the Black               | 藍與黑          | Mrs. Ji               | Película en dos partes                               |
| 1966 | The Joy of Spring                    | 歡樂青春        |                       |                                                      |
| 1967 | Auntie Lan                           | 蘭姨            | madre de Jiang Wenlan |                                                      |
| 1967 | The Goddess of Mercy                 | 觀世音          |                       |                                                      |
| 1967 | Too Late for Love                    | 烽火萬里情      |                       |                                                      |
| 1967 | Four Sisters                         | 黛綠年華        |                       |                                                      |
| 1967 | Sing High, Sing Low                  | 星月爭輝        |                       |                                                      |
| 1967 | One-Armed Swordsman                  | 獨臂刀          |                       |                                                      |
| 1967 | My Dream Boat                        | 船              |                       |                                                      |
| 1968 | Spring Blossoms                      | 春暖花開        |                       |                                                      |
| 1969 | Dead End                             | 死角            | madre de Zhang Chun   |                                                      |
| 1969 | The Three Smiles                     | 三笑            |                       |                                                      |
| 1970 | Heads for Sale                       | 女俠賣人頭      |                       |                                                      |
| 1970 | Sons and Daughters                   | 千萬人家        |                       |                                                      |
| 1970 | Valley of the Fangs                  | 餓狼谷          |                       |                                                      |
| 1971 | It Takes a Man to Be Henpecked       | 怕老婆是大丈夫  |                       |                                                      |
| 1972 | The Young Avenger                    | 小毒龍          |                       |                                                      |
| 1972 | Trilogy of Swordsmanship             | 群英會          |                       | Segmento 2: "The Tigress" (胭脂虎)                   |
| 1972 | The Merry Wife                       | 娃娃夫人        |                       |                                                      |
| 1972 | Fists of Vengeance                   | 鐵拳燕子飛      |                       |                                                      |
| 1972 | The 14 Amazons                       | 十四女英豪      | Geng Jinhua           |                                                      |
| 1972 | Flower in the Rain                   | 雨中花          | madre de Yuan Ping    |                                                      |
| 1973 | The Young Tiger                      | 小老虎          |                       |                                                      |
| 1974 | The Thunder Kick                     | 一網打盡        |                       |                                                      |
| 1978 | Mantis Combat                        | 螳螂醉虎無影腳  |                       |                                                      |
| 1982 | Dark Trap                            | 黑圈套          |                       |                                                      |
| 1984 | The Warmth of an Old House           | 頤園飄香        |                       |                                                      |
| 1986 | This Love of Mine                    | 我的愛          |                       |                                                      |

### Series de televisión
| Año  | Título en inglés    | Título original | Papel | Notas |
| ---- | ------------------- | --------------- | ----- | ----- |
| 1982 | Journey             | 旅途            |       |       |
| 1984 | Stars of Last Night | 昨夜星辰        |       |       |
| 1984 | Light Fog           | 輕霧            |       |       |